# Nasonovia ribifolii
Nasonovia ribifolii är en insektsart som först beskrevs av Davidson 1917.  Nasonovia ribifolii ingår i släktet Nasonovia och familjen långrörsbladlöss. Inga underarter finns listade i Catalogue of Life.